# Irina Avvakumova
Irina Andreevna Avvakumova nata Taktaeva (in russo Ирина Андреевна Аввакумова (Тактаева)?; Myza, 19 settembre 1991) è una saltatrice con gli sci russa.

## Biografia
In Coppa del Mondo ha esordito il 3 dicembre 2011 a Lillehammer (40ª), ha ottenuto il primo podio il 21 dicembre 2013 a Klingenthal (3ª) e la prima vittoria il 4 gennaio 2014 a Čajkovskij.
In carriera ha partecipato a tre edizioni dei Giochi olimpici invernali, Soči 2014 (16ª nel trampolino normale), Pyeongchang 2018 (4ª nel trampolino normale) e Pechino 2022 (medaglia d'argento nella gara a squadre mista, 7ª nel trampolino normale), e a cinque dei Campionati mondiali (6ª nella gara a squadre mista dal trampolino normale a Falun 2015, nella gara a squadre mista dal trampolino normale a Lahti 2017 e nella gara a squadre a Oberstdorf 2021 i migliori risultati).

## Palmarès

### Olimpiadi
- 1 medaglia:
  - 1 argento (gara a squadre mista a Pechino 2022)

### Universiadi
- 4 medaglie:
  - 3 ori (gara a squadre mista a Trentino 2013; trampolino normale e gara a squadre a Štrbské Pleso/Osrblie 2015)
  - 1 bronzo (trampolino normale a Trentino 2013)

### Coppa del Mondo
- Miglior piazzamento in classifica generale: 4ª nel 2014
- 15 podi (12 individuali, 3 a squadre):
  - 1 vittoria (individuale)
  - 5 secondi posti (3 individuali, 2 a squadre)
  - 9 terzi posti (8 individuali, 1 a squadre)

#### Coppa del Mondo - vittorie
| Data           | Località   | Nazione | Trampolino     |
| -------------- | ---------- | ------- | -------------- |
| 3 gennaio 2014 | Čajkovskij | Russia  | Snežinka HS106 |

### Coppa Continentale
- Vincitrice della Coppa Continentale nel 2013
- 3 podi (tutti individuali):
  - 3 vittorie